# سنای روم

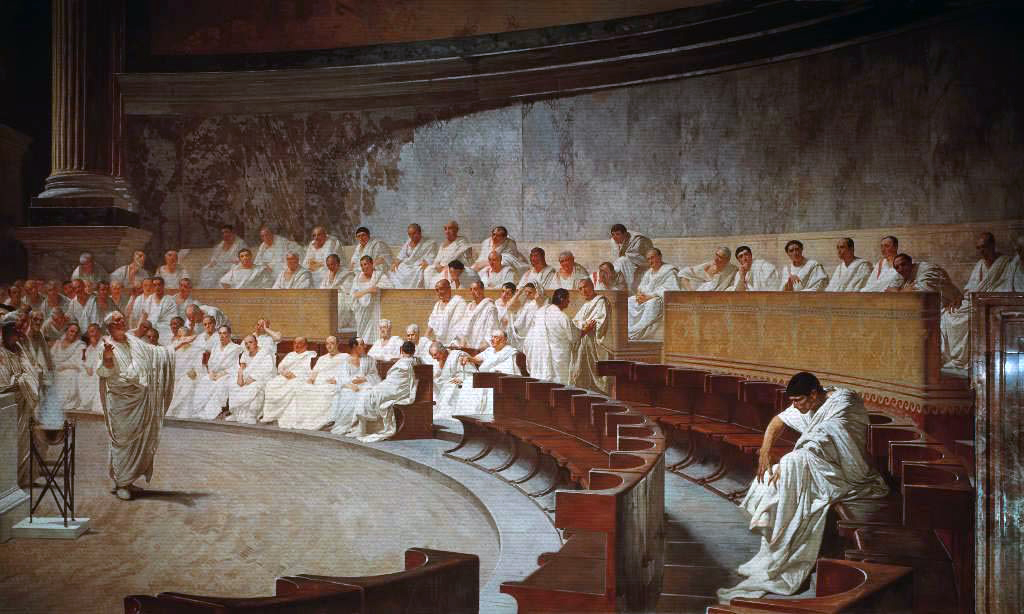
«سیسرون، کاتلین را محکوم می‌کند»، نگاره‌ای از چزاره ماکاری

سنای روم یکی از نهادهای سیاسی روم باستان بود. این نهاد یکی از پایدارترین نهادها در تاریخ روم باستان بود؛ به طوری که در نخستین روزهای شهر روم پایه‌گذاری شد. (پایه‌گذاری سنتی در ۷۵۳ پیش از میلاد). سنای روم همهٔ رویدادهای تاریخی سرنگونی پادشاهان روم در ۵۰۹ پس از میلاد، سقوط جمهوری روم در سده اول پیش از میلاد، تقسیم امپراطوری روم به دو حکومت روم شرقی و غربی در در ۳۹۵ پس از میلاد، سقوط امپراطوری روم غربی در ۴۹۶ پس از میلاد و حکمرانی بربرها بر روم در سده‌های پنجم، ششم و هفتم را بدون از بین رفتن و فروپاشی پشت سر گذاشت. در هر یک از این دوره‌های تاریخی، سنای روم میزان متفاوتی از قدرت و تأثیرگذاری را دارا بود.
در جنگ داخلی سزار، نیروهای پشتیبان گروهی به نام اپتیمات‌ها که گروه سیاسی محافظه‌کار و سنت‌گرای سنای روم بودند و از سوی پومپه (۱۰۶ تا ۴۸ پیش از میلاد) و لژیون‌های وی پشتیبانی می‌شدند، در برابر پوپولارها به رهبری ژولیوس سزار می‌جنگیدند.

## دوره امپراتور مطلق در روم و سیاست قدرت
امپراتور اول، آگوستوس، اندازه مجلس سنا را از ۹۰۰ عضو به ۶۰۰ نفر کاهش داد، حتی اگر در یک زمان فقط حدود ۱۰۰ تا ۲۰۰ سناتور فعال وجود داشته باشد. بعد از این نقطه، هیچگاه اندازه سنای روم به شدت تغییر نکرد. در دوره امپراتوری، همان‌طور که در اواخر جمهوری هم وجود داشت، می‌توان با انتخاب یک کنسول (یک دادرس با وظایف مالی) به یک سناتور تبدیل شد، اما تنها در صورتی که یکی از آنها در حال حاضر از مقام سناتوری برخوردار باشد. علاوه بر موکلان، مقامات منتخب دارای طیف وسیعی از مناصب ارشد، طبق روال دفترهایی که در آن‌ها برگزار می‌شد، به‌طور مرتب به مقام سناتوری اعطا می‌شدند.
اگر فردی از درجه سناتوری نبود، برای او سناتور دو راه وجود داشت. طبق روش اول، امپراتور دستی به آن فرد اختیار داد تا بتواند برای انتخابات در دوره چهارم انتخابات شرکت کند، در حالی که طبق روش دوم، امپراتور با صدور حکمی آن فرد را به مجلس سنا منصوب می‌کرد. در زمان امپراتوری، قدرتی که امپراتور بر سنا داشت، کاملاً مطلق و بی چون و چرا بود.
این دو کنسول بخشی از سنا بودند اما قدرت بیشتری نسبت به سناتورها داشتند. در طول جلسات سنا، امپراتور بین دو کنسول می‌نشست، و معمولاً به عنوان رئیس ریاست وظیفه می‌کرد. سناتورهای امپراتوری اولیه می‌توانستند سؤالات غیرمستقیم بپرسند یا درخواست کنند که یک اقدام خاص توسط سنا انجام شود. سناتورهای عالی‌رتبه قبل از مقامات پایین‌تر صحبت می‌کردند، اگرچه امپراتور می‌توانست هر زمان که دلش بخواهد و هرطور که می‌خواهد صحبت کند.
علاوه بر امپراتور، در غیاب امپراتور، کنسول‌ها نیز می‌توانند ریاست سنا را به عهده بگیرند. از آنجا که هیچ سناتور نمی‌توانست بدون تصویب امپراتور برای انتخابات در یک دفتر اصلی شرکت کند، سناتورها معمولاً به لوایحی که توسط امپراتور ارائه شده بود رأی ندادند. اگر یک سناتور یک لایحه را نپذیرفت، معمولاً با حضور در جلسه سنا در روزی که قرار بود این لایحه رای داده شود، مخالفت خود را نشان داد.
در حالی که مجامع رومی بعد از تأسیس امپراتوری به ملاقات خود ادامه می‌دادند، تمام قدرت آنها به سنا منتقل شد، و به همین ترتیب احکام سناتوری (مشاوره سناتورها) تمام نیروی قانونی را بدست آورد. اختیارات قانونگذاری سنا امپراتوری عمدتاً دارای ماهیت مالی و اداری بودند، اگرچه سنا سلطه ای از اختیارات را بر استانها حفظ کرد.
در اوایل امپراتوری روم، تمام قدرتهای قضایی که توسط مجامع رومی برگزار شده بودند نیز به سنا منتقل شدند. به عنوان مثال، سنا اکنون صلاحیت رسیدگی به محاکمات جنایی را در اختیار داشت. در این موارد، یک کنسول به ریاست مجلس، سناتورها هیئت منصفه را تشکیل می‌دادند و این حکم در قالب یک حکم صادر می‌شد. امپراتور تیبریوس تمام اختیارات انتخاباتی را از مجامع به مجلس سنا منتقل کرد، و در حالی که از نظر تئوری سنای هیئت‌های ارشد جدید را انتخاب می‌کرد، تصویب امپراتور همیشه قبل از نهایی شدن انتخابات لازم بود.
در حدود ۳۰۰ میلادی، امپراتور دیوکلتیان سلسله اصلاحات قانون اساسی را تصویب کرد. در یک چنین اصلاحاتی، وی حق امپراتور را برای تصرف قدرت بدون رضایت نظری مجلس سنا ادعا کرد، بنابراین سنا را از جایگاه خود به عنوان سپرده نهایی قدرت عالی محروم کرد. اصلاحات دیوکلتیان همچنین پایان یافت هرگونه توهم که سنای مجلس از اختیارات مستقل قانونی، قضایی یا انتخاباتی برخوردار باشد. با این حال، سنا قدرت قانونی خود را نسبت به بازی‌های عمومی در رم و نظم سناتور حفظ کرد.
سنا همچنین قدرت تلاش برای پرونده‌های خیانت و انتخاب برخی از دادرسان را حفظ کرد، اما فقط با اجازه امپراتور. در سالهای پایانی امپراتوری روم غربی، سنا گاهی سعی می‌کرد امپراتور خود را منصوب کند، مانند در مورد یوجنیوس که بعداً توسط نیروهای وفادار به تئودئوس یکم مغلوب شد. در مواجهه با مسیحیت در حال گسترش، و چندین بار تلاش کرد تا بازگشت محراب پیروزی (نخستین بار توسط کنستانتوس دوم برداشته شود) به کوریا سناتور را تسهیل کند.
طبق تاریخ تاریخچه اگوستا، امپراتور کاراکالا مادرش جولیا دومنا را مسئول اداره کل امپراتوری روم به تنهایی کرده بود و در فرمان‌های خود به سنا نام او را کنار نام خود می‌آورد و بخاطر عدم علاقه در جلسات طولانی مدت و مسئولیت‌های سنگین امپراتوری در روز این کارها را به مادرش می‌سپرد. همچنین امپراتور هلیوگابال مادربزرگ و مادر خود را هم مانند کاراکالا در شرکت در سنا دعوت می‌کرد. «همچنین هلیوگابال یکی از همه محدود امپراتورانی بود که دو تن از زنان قدرتمند خانواده خود نیز در کنار او در مجلس سنا شرکت می‌کرد و قدرت و تاثیر زیادی داشت، دقیقاً مثل اینکه متعلق به دستور سناتوری یا کنسولگری باشد». طبق همین کار، هلیوگابال همچنین سنائی را به نام سناکولوم (سنای زنان) تأسیس کرد که قوانینی را برای استفاده در ماتریون‌ها درمورد لباس، اسب سواری، پوشیدن جواهرات، رفتارهای زنانه و غیره وضع کرد و مادرش جولیا سوئیماس را در راس آن قرار داد، که روزانه جدا از جلسات سنا بلکه سنای زنان را هم رهبری می‌کرد، بخاطر مشغولیت امپراتور و مادرش به لذت زندگی خودشان، کمابیش مسئولیت امپراتوری به تنهایی بر عهده جولیا مائسا مادر بزرگ هلیوگابال بود، با ترور هلیوگابال در سن ۱۸ سالگی، الکساندر ۱۳ ساله تحت کنترل مادربزرگش جولیا مائسا و مادرش جولیا مامیا حکمرانی کرد و آنها در سنا همچنان شرکت می‌کردند با مرگ جولیا مائسا دخترش جولیا مامیا به تنهایی امپراتوری را اداره کرده و تصمیمات روزمره را در جلسات سنا می‌گرفت و تا پایان سلطنت پسرش این کار را برعهده داشت. قبل از اینها، آگریپینا جوان، مادر نرون و همسر کلودیوس، هر روز به روند تمامی جلسات سنا گوش فرا می‌داد و تمام کارها را تماشا می‌کرد، در زمان شوهرش در پشت پرده پنهان شده بود و از پشت تاج و تخت در مجلس سنا قدرت را اعمال می‌کرد. او در زمان پسرش به‌طور کامل و مستقل در سنا ظهور کرد و جلسه را همان‌طور که خود می‌خواست با قدرت مطلق اداره می‌کرد.